# Auguste-René Dubourg

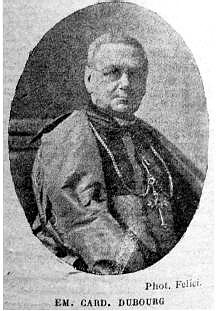
Auguste Kardinal Dubourg

Wappen von Auguste-René-Marie Dubourg

Auguste-René-Marie Kardinal Dubourg (* 30. September 1842 in Loguivy-Plogras, Frankreich; † 22. September 1921 in Rennes) war Bischof von Moulins und später Erzbischof von Rennes.

## Leben
Auguste-René Dubourg erhielt seine philosophische und theologische Ausbildung im Priesterseminar von Saint-Brieuc. Er empfing am 22. Dezember 1866 das Sakrament der Priesterweihe und arbeitete zunächst als Lehrer am Knabenseminar von Saint-Brieuc. Später nahm er verschiedene Aufgaben, u. a. als Generalvikar und Kapitelsvikar, in der Administration seines Heimatbistums wahr.
1893 ernannte ihn Papst Leo XIII. zum Bischof von Moulins. Die Bischofsweihe spendete ihm am 16. April 1893 Pierre-Frédéric Fallières, der Bischof von Saint-Brieuc, Mitkonsekratoren waren François Trégaro, Bischof von Sées, und Étienne-Marie Potron OFM, Bischof von Gerico. 1906 übertrug ihm Papst Pius X. die Leitung des Erzbistums Rennes. Papst Benedikt XV. nahm ihn am 4. Dezember 1916 als Kardinalpriester mit der Titelkirche Santa Balbina in das Kardinalskollegium auf.
Auguste-René Dubourg starb am 22. September 1921 in Rennes und wurde in der dortigen Kathedrale beigesetzt.